# Ontwikkelingsgericht onderwijs
Ontwikkelingsgericht onderwijs (OGO) is een onderwijsvisie.
De visie legt de nadruk op de ontwikkeling van de leerlingen en is daarbij schatplichtig aan de leerpsychologie van Vygotsky. Hij verbindt een leerlinggerichte pedagogiek met een activerende didactiek. Een centraal concept is daarbij Vygotsky's zone van de naaste ontwikkeling, het verschil tussen wat het kind zonder hulp kan en wat het met hulp kan. Tegenwoordig is de wetenschappelijke basis verbreed en wordt uitgegaan van de Cultuurhistorische Activiteitstheorie (CHAT).

## Ontstaan van OGO
OGO is ontstaan in de jaren '80 van de vorige eeuw. Tot de grondleggers van het OGO behoren Frea Janssen-Vos, Bea Pompert, Niko Fijma, Jacques Carpay, Carel van Parreren, Bert van Oers en Henk Vink. Evenals langer bestaande vormen van vernieuwingsonderwijs als het montessorionderwijs en het daltononderwijs, en in Vlaanderen ook het ervaringsgericht onderwijs, heeft OGO een plaats in het curriculum van de Nederlandse pabo's en de Vlaamse normaalscholen.
In 1997 werd de Academie voor Ontwikkelingsgericht Onderwijs (OGO-Academie) opgericht. Sinds 2021 gaat de Academie verder onder de naam OGO Vereniging en kunnen ook scholen en andere organisaties lid worden. De OGO Vereniging is een vereniging van leden die in verbinding met elkaar en de wereld bekendheid willen geven aan OGO. Daarbij richten zij zich op het bevorderen van kwaliteit, ontwikkeling en groei van het concept en de professionals. De OGO Vereniging organiseert hiertoe activiteiten, zoals de tweejaarlijkse OGO-conferentie, studiedagen en netwerkbijeenkomsten. Ook levert de OGO Vereniging financiële bijdragen aan publicaties en onderzoek, bijvoorbeeld aan de leerstoel Cultuurhistorische Onderwijspedagogiek. Deze VU-leerstoel werd vanaf 2013 bekleed door Bert van Oers. In 2019 kwam een einde aan de leerstoel door het emeritaat van professor Van Oers. De OGO Vereniging draagt ook bij aan de totstandkoming van Tijdschrift Zone.
Hogeschool Inholland stelde in 2005 een lectoraat Ontwikkelingsgericht Onderwijs in. Dit lectoraat wordt sinds 2011 vervuld door dr. Dorian de Haan, sinds 1981 verbonden aan de vakgroep ontwikkelingspsychologie van de Universiteit Utrecht.

## Recente ontwikkelingen
De term 'ontwikkelingsgericht onderwijs' wordt ook door anderen gebruikt. Daarom wordt Ontwikkelingsgericht Onderwijs zoals hierboven omschreven aangeduid met OGO. In de loop der jaren heeft het concept zich verder ontwikkeld en verbreed. OGO is een concept voor onderwijs en kinderopvang. Het OGO-concept heeft een stevige wetenschappelijke basis en heeft zich bewezen in de praktijk. OGO gaat uit van een holistisch mensbeeld. Organisaties die werken met OGO stimuleren kinderen om in hun ontwikkeling steeds een stap verder te zetten. Ook OGO zelf ontwikkelt zich verder op basis van actuele inzichten.
Kenmerkend voor OGO:
- Samen leren door spelen en onderzoeken.
- Gericht op een brede persoonlijkheidsontwikkeling.
- Ontwikkeling door deelname aan betekenisvolle sociaal-culturele praktijken
- Onmisbare bemiddelende professionals

OGO heeft:
- een eigen OGO-vereniging
- een landelijk OGO-centrum; de Activiteit
- een eigen leerstoel
- een Vygotsky-bibliotheek (bij de Vygotskij Foundation)

OGO is ook bekend van:
- Startblokken
- Basisontwikkeling
- Ontwikkelingsgericht Onderwijs
- Zin in lezen
- Tijdschrift Zone

## Kenmerkend voor de OGO-praktijk
- Kinderen die betrokken en nieuwsgierig samen bezig zijn
- Vakoverstijgend aanbod met samenhangende, betekenisvolle activiteiten
- Een rijke leeromgeving, die samen wordt opgebouwd, waarin zichtbaar is waaraan gewerkt wordt
- Spel en onderzoek; lerend spel
- Kinderen die uitstapjes maken en gasten in de klas
- Kinderen die problemen op leren lossen en daarbij instrumenten inzetten
- Professionals die meedoen met activiteiten
- Professionals die in interactie zijn met de kinderen en handelingsgericht observeren en registreren (HOREB)
- Professionals die de interactie tussen de kinderen onderling stimuleren
- Thema’s en activiteiten die systematisch zijn voorbereid (HOREB)
- Professionals met een open en lerende houding die actief samen bezig zijn met hun eigen ontwikkeling en de ontwikkeling van het onderwijs

## Publicaties
Over de OGO praktijk zijn diverse boeken geschreven gepubliceerd bij uitgeverij van Gorcum.
Recente publicaties zijn:
- Lezen en schrijven doe je samen 
- Spelen en leren op school
- Leren in en over de wereld 
- Het spullenboek
- Basisontwikkeling voor peuters en de onderbouw 